# Isaline Blew Horner
Isaline Blew Horner est une indianiste, spécialiste de la littérature bouddhique en pali, née le 30 mars 1896 à Walthamstow dans le comté de l'Essex (Angleterre) et morte le 25 avril 1981 à Londres.
Elle fut présidente de la Pali Text Society de 1959 à 1981. En 1980, elle est faite Officier de l'ordre de l'Empire britannique (OBE) pour sa contribution à la littérature bouddhique.

## Biographie et carrière
Elle naît en 1896, Isaline B. Horner naît à Walthamstow, dans le Sud-Est de l'Angleterre. Elle est la cousine germaine du moine bouddhiste britannique theravâda Ajahn Amaro (en) (né JCJ Horner).

### Cambridge
En 1917, elle obtient un titre de Bachelor of Arts en sciences morales, au Newnham College (où elle est entrée en 1914), collège de l'université de Cambridge réservé aux femmes,.
Après ses études de premier cycle, I.B. Horner reste au Newnham College, où elle devient en 1918 bibliothécaire adjointe, puis en 1920, bibliothécaire par intérim. En 1921, Horner se rend à Ceylan (Sri Lanka), en Inde et en Birmanie, où elle s'initie au bouddhisme, à sa littérature et aux langues dans lesquelles elle s'écrit,. En 1923, elle retourne en Angleterre, où elle accepte une bourse de recherche au Newnham College, dont elle devient la bibliothécaire.
En 1928, elle devient la première Sarah Smithson Research Fellow en étusdes palies. En 1930, elle publie son premier livre, Women Under Primitive Buddhism. En 1933, elle édite son premier volume de textes palis : le troisième volume du Papancasudani, un commentaire du Majjhima Nikaya). En 1934, elle reçoit le titre de M.A. de Cambridge. Ensuite, de 1939 à 1949, elle siège au Cambridge's Governing Body de l'université.
À partir de 1926, I.B. Horner vit et voyage avec « Elsie », Eliza Marian Butler (en) (1885-1959), une linguiste et germaniste de renom qui sera sa compagne jusqu'à la fin de sa vie,.

### La Pali Text Society
En 1936, I.B. Horner quitte Newnham pour s'installer à Manchester, Eliza M. Butler ayant accepté un poste à l'université de cette ville. I.B. Horner y termine le quatrième volume du Papancasudani (publié en 1937). En 1938, elle publie le premier volume de sa traduction du Vinaya Pitaka — elle publiera la traduction du dernier volume de cet ensemble en 1966).
En 1942, Horner est nommée secrétaire honoraire de la Pali Text Society (PTS). En 1943, pour répondre aux besoins de ses parents et s'impliquer davantage dans la PTS, elle s'installe à Londres où elle vivra jusqu'à sa mort. En 1959, elle devient la quatrième présidente et trésorière honoraire de la société.

## Distinctions
En 1964, l'université de Ceylan lui a décerné un doctorat honorifique en reconnaissance de ses contributions à la littérature palie,. Elle reçoit à nouveau un doctorat honorifique de la Nava Nalanda Mahavihara (en) dans le Bihar (Inde).
En 1980, la reine Élisabeth II l'a nommée Officier de l'Ordre de l'Empire britannique (OBE) pour sa contribution à la littérature bouddhique,.

## Œuvre
Au cours d'une carrière d'une quarantaine d'années, I.B. Horner a été une éditrice et une traductrice prolifique des textes palis. Sa contribution la plus importante dans ce domaine fut la traduction en six volumes du Vinaya Pitaka, domaine sur lequel elle a travaillé durant près de trente ans, de 1938 à 1966.
Son travail le plus important et le plus original dans le domaine du bouddhisme a été Women Under Primitive Buddhism. Lay Women and Almswomen, publié en 1930. L'ouvrage, qui porte sur le bouddhisme au VIe siècle avant notre ère, a été le premier de ce genre en Occident, et il a constitué une source importante pour les études de genre dans le bouddhisme. Elle a aussi publié en 1934 une étude sur l'arhat, dans Early Buddhist theory of man perfected.

### Liste de ses ouvrages
- Women under primitive Buddhism : laywomen and almswomen (1930/1975) [lire en ligne (page consultée le 20 mars 2025)]
- Papañcasūdanī: Majjhimanikāyaṭṭhakathā of Buddhaghosâcariya (1933)
- Early Buddhist theory of man perfected : a study of the Arahan concept and of the implications of the aim to perfection in religious life, traced in early canonical and post-canonical Pali literature (1936/1975)
- Book of the discipline (Vinaya-pitaka) (1938), translated by I. B. Horner
- Alice M. Cooke, a memoir (1940)
- Early Buddhism And The Taking Of Life (1945/1967)
- Madhuratthavilāsinī nāma Buddhavaṃsaṭṭhakathā of Bhadantâcariya Buddhadatta Mahāthera (1946/1978), ed. by I.B. Horner.
- Living thoughts of Gotama the Buddha (1948/2001), by Ananda K. Coomaraswamy and I.B. Horner
- Collection of the Middle Length Sayings (1954)
- Ten Jātaka stories (1957)
- Women In Early Buddhist Literature (1961)
- Early Buddhist poetry (1963)
- Milinda's questions (1963), translated by I. B. Horner
- Buddhist texts through the ages (1964/1990), translated and edited by Edward Conze in collaboration with I.B. Horner, David Snellgrove, Arthur Waley
- Minor anthologies of the Pali Canon (vol. 4): Vimanavatthu and Petavatthu (1974), translated by I. B. Horner
- Noble Quest: Ariyapariyesana Sutta (1974)
- Minor anthologies of the Pali Canon (vol. 3): Buddhavamsa and Cariyapitaka (1975), translated by I. B. Horner
- Apocryphal birth-stories (Paññāsa Jātaka) (1985), translated by I.B. Horner and Padmanabh S. Jaini
- The Blessed One's City Of Dhamma: From the Milindapañha (1993), translated by I.B. Horner and N.K.G. Mendis (Buddhist Publication Society, Bodhi Leaves No. 130)